# Hausleiten
Hausleiten ist eine Marktgemeinde mit 3843 Einwohnern (Stand 1. Jänner 2025) im Bezirk Korneuburg in Niederösterreich.

## Geografie
Hausleiten liegt am südwestlichen Ende des Bezirks Korneuburg, zwischen den Städten Stockerau und Tulln an der Donau. Im Südwesten des Weinviertels gelegen, thront die Kirche St. Agatha auf dem Wagram, weithin sichtbar, über dem Tullnerfeld. Der Wagram, das einstige nördliche Steilufer der Urdonau, der ungefähr 30 m gegen die Donauebene abfällt, ist eine markante Geländestufe. Seine Bodenbeschaffenheit und Südlage eignen sich gut für die Anlage von Weingärten. Auf den Höhen des Wagrams gedeihen vorzüglich Kartoffeln, Zwiebeln und viele Getreidesorten. Südlich breitet sich die weite Ebene des Tullnerfelds aus, zuerst mit fruchtbaren Feldern, dann mit seinem Augebiet. Dieser Augürtel mit seiner urwüchsigen Vegetation und der reichen Tierwelt, in dem die Hausleitner Katastralgemeinden Perzendorf, Schmida und Zaina liegen, war früher von zahlreichen Seitenarmen und Altwässern der Donau durchzogen. Immer wieder war die Donau eine große Gefahr für Tier und Mensch, richteten Überschwemmungen großen Schaden an. Regulierungen (zuletzt der Kraftwerksbau Greifenstein) schafften Abhilfe, zogen aber einschneidende Veränderungen nach sich. Die Fläche der Marktgemeinde umfasst 61,03 Quadratkilometer. 14,26 Prozent der Fläche sind bewaldet.

### Gemeindegliederung
Das Gemeindegebiet umfasst folgende neun Ortschaften (in Klammern Einwohnerzahl Stand 1. Jänner 2025):
- Gaisruck (250)
- Goldgeben (600)
- Hausleiten (1519)
- Perzendorf (160)
- Pettendorf (252)
- Schmida (224)
- Seitzersdorf-Wolfpassing (428)
- Zaina (136) samt Neumühle
- Zissersdorf (274) samt Ahragartensiedlung

Die Gemeinde besteht aus den Katastralgemeinden Gaisruck, Goldgeben, Hausleithen, Perzendorf, Pettendorf, Schmida, Seitzersdorf-Wolfpassing, Trübenseer Auanteil, Zaina und Zissersdorf.

Lage der Ortschaften der Marktgemeinde Hausleiten

### Nachbargemeinden
|                       | Rußbach                                                                                   | Sierndorf |
| Stetteldorf am Wagram | Kompassrose, die auf Nachbargemeinden zeigt                                               | Stockerau |
|                       | Zeiselmauer-Wolfpassing (Bez. Tulln), Muckendorf-Wipfing (Bez. Tulln), Tulln (Bez. Tulln) |           |

## Geschichte

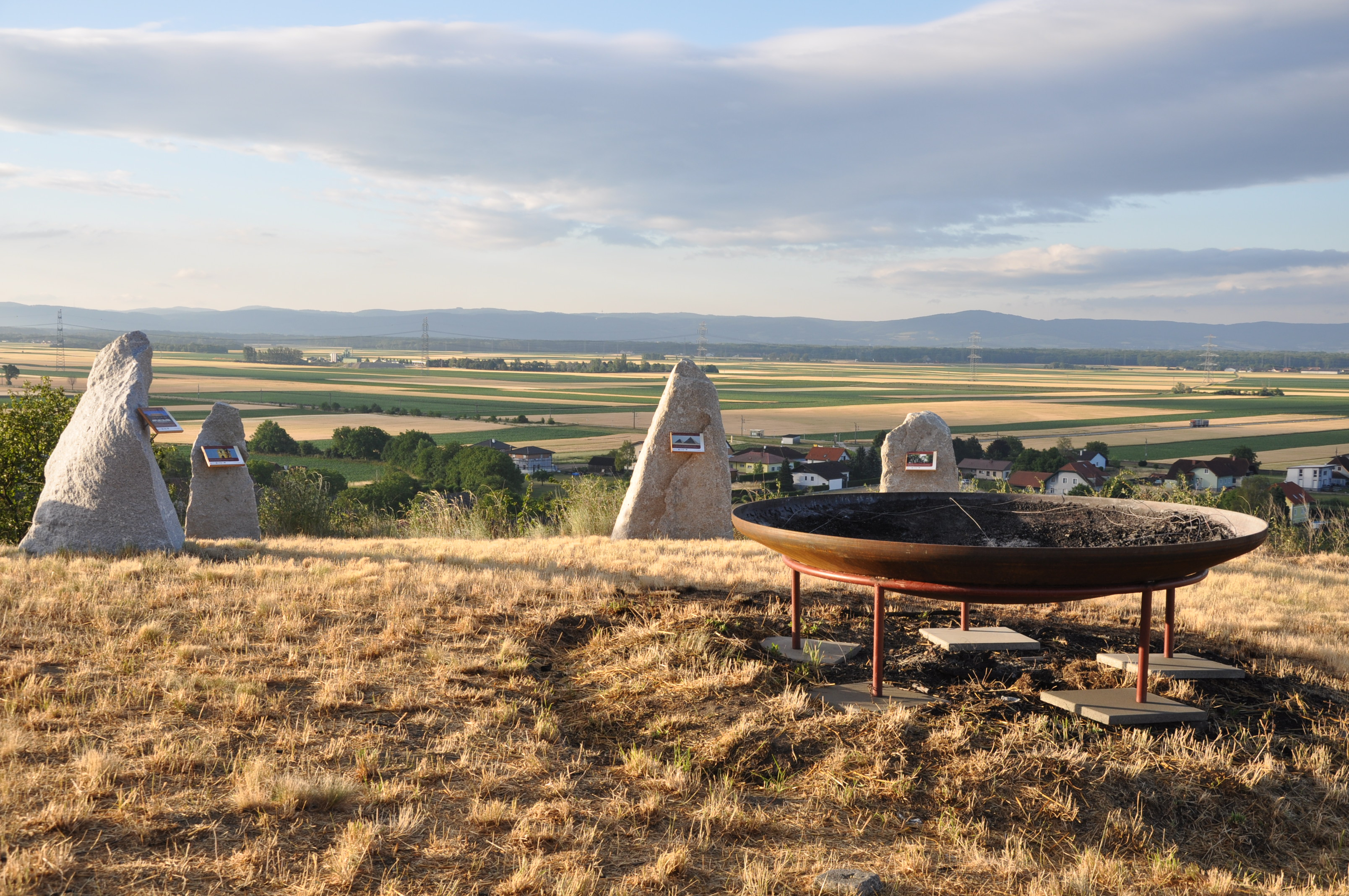
Leeberg (Pettendorf)

Das Gebiet am Wagram war schon in frühgeschichtlicher Zeit besiedelt. Das beweisen Funde in den Orten entlang des Wagrams, z. B. in Eggendorf, Pettendorf, Gaisruck, Zissersdorf, aber auch in Hausleiten, wo noch im Zweiten Weltkrieg beim Anlegen eines Splittergrabens beim Marienbründl hallstattzeitliche Siedlungsreste gefunden wurden. Bereits am Ende der Steinzeit war entlang des Wagrams ein relativ dichtes Siedlungsnetz erkennbar.
Von ca. 90 n. Chr. bis etwa 490 n. Chr. bildete die Donau die Grenze zur Römischen Provinz Noricum. Nördlich der Donau im Siedlungsgebiet der Markomannen bildete das Gebiet bis zum Wagram eine Art Niemandsland, wo sich vereinzelte römische Wachposten befanden. Im Zuge der Völkerwanderung kam der Landstrich unter die Herrschaft des Großmährisches Reiches, dem bis etwa 900 ein erheblicher Teil des Weinviertels und des Waldviertels angehörte. Es stand in Gegensatz zum Frankenreich und erlebte unter Herzog Svatopluk II., der die Slawenapostel Kyrill und Method mit der Christianisierung des Gebietes beauftragte, zwischen 894 und 899 seinen Höhepunkt. Nach und nach wurden die Slawen nach Norden verdrängt und 899 kam das Gebiet unter König Arnulf an das Bistum Passau, dies wurde 975 von Otto II. bestätigt.
Die Diözese Passau, (739) von Bonifatius gegründet, war zur Zeit des Heiligen Römischen Reichs mit 42.000 km² das größte Bistum und dehnte sich über Wien bis Ungarn aus. Zum „Donaubistum“ gehörte auch das heutige Pfarrgebiet von Hausleiten. Das Jahr der Gründung der Pfarre St. Agatha (auch St. Aythen) kann nicht genau festgelegt werden, fällt aber in die Zeit um 900, als bayerische Mönche dieses Gebiet kolonialisierten und missionierten. Auch das alte Patrozinium „St. Agatha“ weist auf Bayern hin. Viele Umstände lassen darauf schließen, dass zum Zeitpunkt des Todes des Passauer Bischofs Pilgrim im Jahre 991 die Seelsorge im Gebiet um Hausleiten geordnet war und zu dessen Lebzeiten die Kirche St. Agatha auf dem Wagram bereits gestanden hat.
Aus der Lage der Kirche und ihrer urkundlichen Beziehung zum Ort kann man folgern, dass sie das erste und – lange Zeit – einzige Gebäude auf diesem Teil des Wagrams gewesen ist. Der Name „Hausleiten“ taucht erst Anfang des 14. Jahrhunderts auf, aber schon früher – z. B. 1189 – wird von einem „Albertus, decanus st. agatha“ berichtet. Später kam zu „St. Agatha“ noch die Beifügung „auf dem Wagram“ dazu. Bei der Namensgebung war also zuerst immer nur von der Kirche die Rede, dann wurde der genaue Standort beigefügt, erst relativ spät taucht der Ortsname auf, anfangs wieder unter Beifügung der Kirchenpatronin („Hausleiten bei St. Agatha“). Bereits im 10. Jahrhundert trat die „St. Agatha-Kirche auf dem Wagram“ als Hauptkirche dieses Gebietes an die Stelle der St. Michaels-Kirche. Diese – im später verschollenen Kirchheim Neuaigen gelegene – ursprünglich älteste Kirche war oft ein Opfer der Donauüberschwemmungen geworden und lag auch nicht zentral. In der Folge entwickelte sich die Kirche in Hausleiten zum Zentrum (Urpfarre) eines riesigen Seelsorgebezirkes, der im Norden bis Schöngrabern reichte. Ursprünglich waren vierzehn Filialkirchen und Kapellen nach St. Agatha gepfarrt, darunter z. B. Schöngrabern, Hollabrunn, Göllersdorf, Sierndorf, Stetteldorf, Neuaigen.
Das älteste pfarrliche Grundbuch stammt aus der Zeit um 1324. Danach hatte der Bischof von Passau in Hausleiten 38 Untertanen, der Pfarre gehörten 28 Häuser und eine Mühle. 1350 wurde erstmals die Pfarrschule erwähnt. Am Platz vor der Kirche wurde über Jahrhunderte der Wochenmarkt abgehalten. 1544 blieb der Ort trotz Reformationswirren und den protestantischen Grafen Hardegg katholisch. 1590 hatte Hausleiten 65 Häuser, wovon 49 dem Bischof gehörten, zehn dem Pfarrer, zwei der Kirche und vier den Grafen Hardegg. 1679 wütete die Pest in Hausleiten, an die auch das Pestmarterl von 1713 erinnert.
1758 ließ Dechant Gschellhammer den Pfarrhof samt Nebengebäuden erbauen, 1770 stifteten Richter und Bürger des Orts die Kreuzwegbilder. Im Siegel der Stiftungsurkunde erschien erstmals das Motiv des Marktwappens. 1783 kam die Pfarre zur neugegründeten Diözese Wien. 1804 wurde der Passauer Besitz vom Staat eingezogen; es entstand die Herrschaft Stetten, für die 1839 das „Schloss“ (heute Gemeindezentrum) als Rentamt mit einer großen Zehentscheune erbaut wurde.
1805 plünderten Napoleons Truppen den Ort und die Pfarre. 1832 verlieh Kaiser Franz I. dem Ort das Recht zur Abhaltung von zwei Jahrmärkten; früher gab es Wochenmärkte vor der Kirche. 1850 übernahmen als Folge der Revolution von 1848 Bürgermeister und Gemeinderat die Aufgaben des Dorfrichters. Im Pfarrgebiet entstanden drei Großgemeinden, eine davon war Hausleiten (mit Goldgeben, Schmida und Oberzögersdorf). 1868 wurde eine Briefsammelstelle und Postkutschenhaltestelle gegenüber dem alten passauischen Gasthaus (heute: Eder) errichtet. 1904 erfolgte die Eröffnung der Bahnlinie Stockerau – Absdorf.
1920 bildeten sich aus den drei Großgemeinden sieben kleine Gemeinden, eine davon war Hausleiten mit Goldgeben. 1933 wurden die ersten Straßen gepflastert. 1935 verzeichnete man im Ort 28 Gewerbe- und 35 Landwirtschaftsbetriebe. 1941 wurde eine Hauptschule gegründet, die vorerst provisorisch im Volksschulgebäude untergebracht war (bis 1965).
Nach dem Zweiten Weltkrieg war Hausleiten Teil der sowjetischen Besatzungszone bis 1955. Bei der großen Gemeindereform von 1971/72 wurden die bis dahin selbständigen Dörfer Gaisruck, Goldgeben, Hausleiten, Perzendorf, Pettendorf, Schmida, Seitzersdorf-Wolfpassing, Zaina und Zissersdorf zur Marktgemeinde Hausleiten zusammengefasst. Seitdem deckt sich das Gemeindegebiet mit dem Pfarrgebiet, wie es bereits seit Jahrhunderten bestand. Durch die gute Verkehrsanbindung an Wien wurden in den letzten Jahren in Hausleiten zahlreiche Siedlungen errichtet, sodass die Bevölkerung im letzten Jahrzehnt um fast ein Drittel gewachsen ist.

### Bevölkerungsentwicklung
| Hausleiten: Einwohnerzahlen von 1869 bis 2025       | Hausleiten: Einwohnerzahlen von 1869 bis 2025 | Hausleiten: Einwohnerzahlen von 1869 bis 2025 | Hausleiten: Einwohnerzahlen von 1869 bis 2025 | Hausleiten: Einwohnerzahlen von 1869 bis 2025 |
| --------------------------------------------------- | --------------------------------------------- | --------------------------------------------- | --------------------------------------------- | --------------------------------------------- |
| Jahr                                                |                                               |                                               |                                               | Einwohner                                     |
| 1869                                                | 1869                                          |                                               | 3.002                                         | 3.002                                         |
| 1880                                                | 1880                                          |                                               | 2.932                                         | 2.932                                         |
| 1890                                                | 1890                                          |                                               | 3.050                                         | 3.050                                         |
| 1900                                                | 1900                                          |                                               | 2.793                                         | 2.793                                         |
| 1910                                                | 1910                                          |                                               | 3.059                                         | 3.059                                         |
| 1923                                                | 1923                                          |                                               | 2.962                                         | 2.962                                         |
| 1934                                                | 1934                                          |                                               | 2.897                                         | 2.897                                         |
| 1939                                                | 1939                                          |                                               | 2.842                                         | 2.842                                         |
| 1951                                                | 1951                                          |                                               | 2.736                                         | 2.736                                         |
| 1961                                                | 1961                                          |                                               | 2.436                                         | 2.436                                         |
| 1971                                                | 1971                                          |                                               | 2.478                                         | 2.478                                         |
| 1981                                                | 1981                                          |                                               | 2.467                                         | 2.467                                         |
| 1991                                                | 1991                                          |                                               | 2.579                                         | 2.579                                         |
| 2001                                                | 2001                                          |                                               | 2.967                                         | 2.967                                         |
| 2011                                                | 2011                                          |                                               | 3.643                                         | 3.643                                         |
| 2021                                                | 2021                                          |                                               | 3.818                                         | 3.818                                         |
| 2025                                                | 2025                                          |                                               | 3.843                                         | 3.843                                         |
| Quelle(n): Statistik Austria, Gebietsstand 1.1.2021 |                                               |                                               |                                               |                                               |

Der starke Bevölkerungszuwachs in der Zeit von 1981 bis 2011 geht sowohl auf eine positive Geburtenbilanz als auch auf eine stark positive Wanderungsbilanz zurück. So zogen in den zehn Jahren zwischen 2001 und 2011 um 600 mehr Personen nach Hausleiten als von Hausleiten wegzogen. Die Geburtenbilanz im gleichen Zeitraum war +76.
Die Statistik für 2011 weist 3.558 Hauptwohnsitzer aus. Dazu kommen ca. 400 Nebenwohnsitzer
Die Statistik für 1. November 2014 weist 4.137 Hauptwohnsitzer aus. Dazu kommen 458 Nebenwohnsitzer.

## Kultur und Sehenswürdigkeiten
- Leeberg (Pettendorf)
- Schloss Schmida

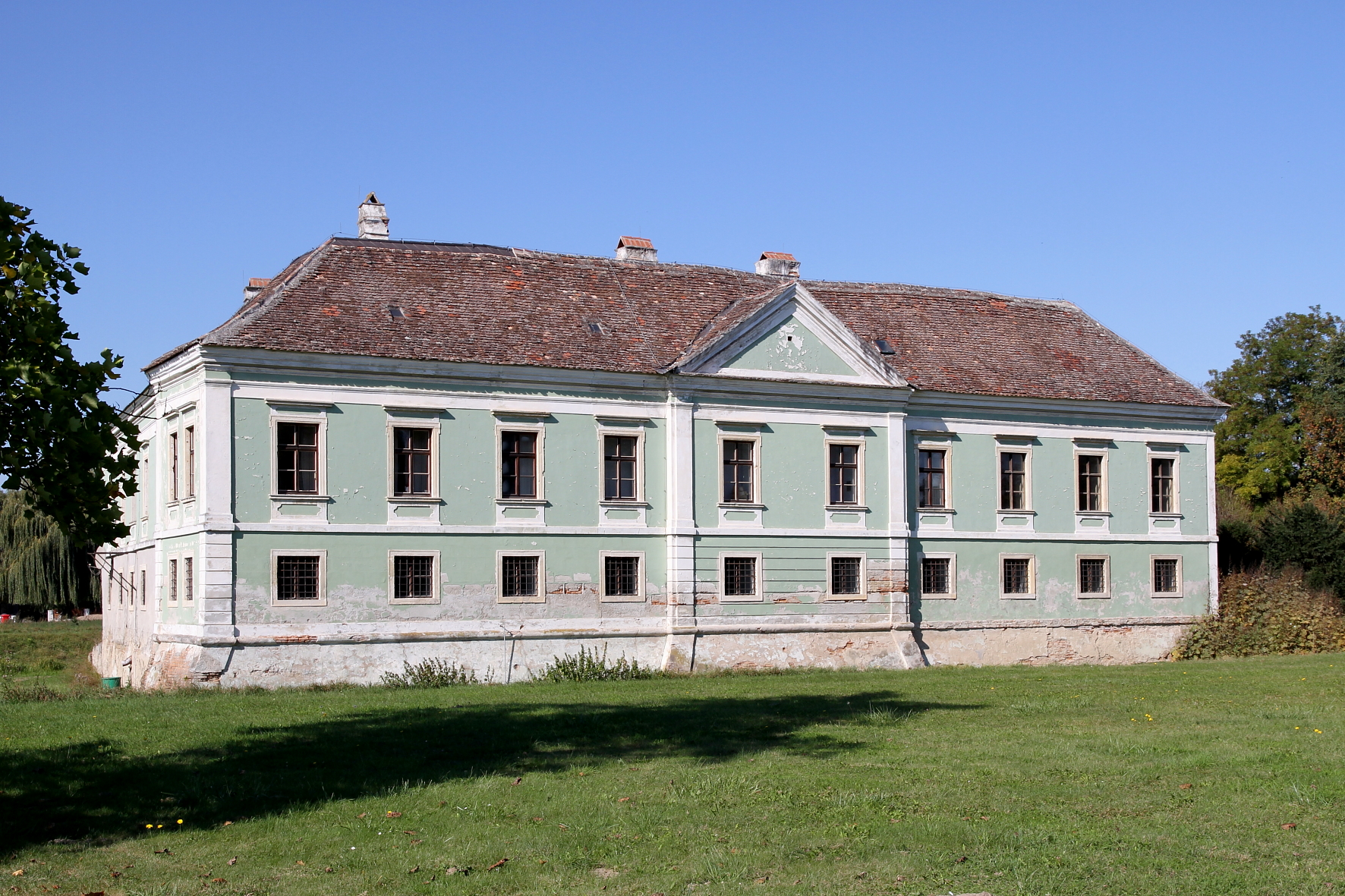
Schloss Schmida

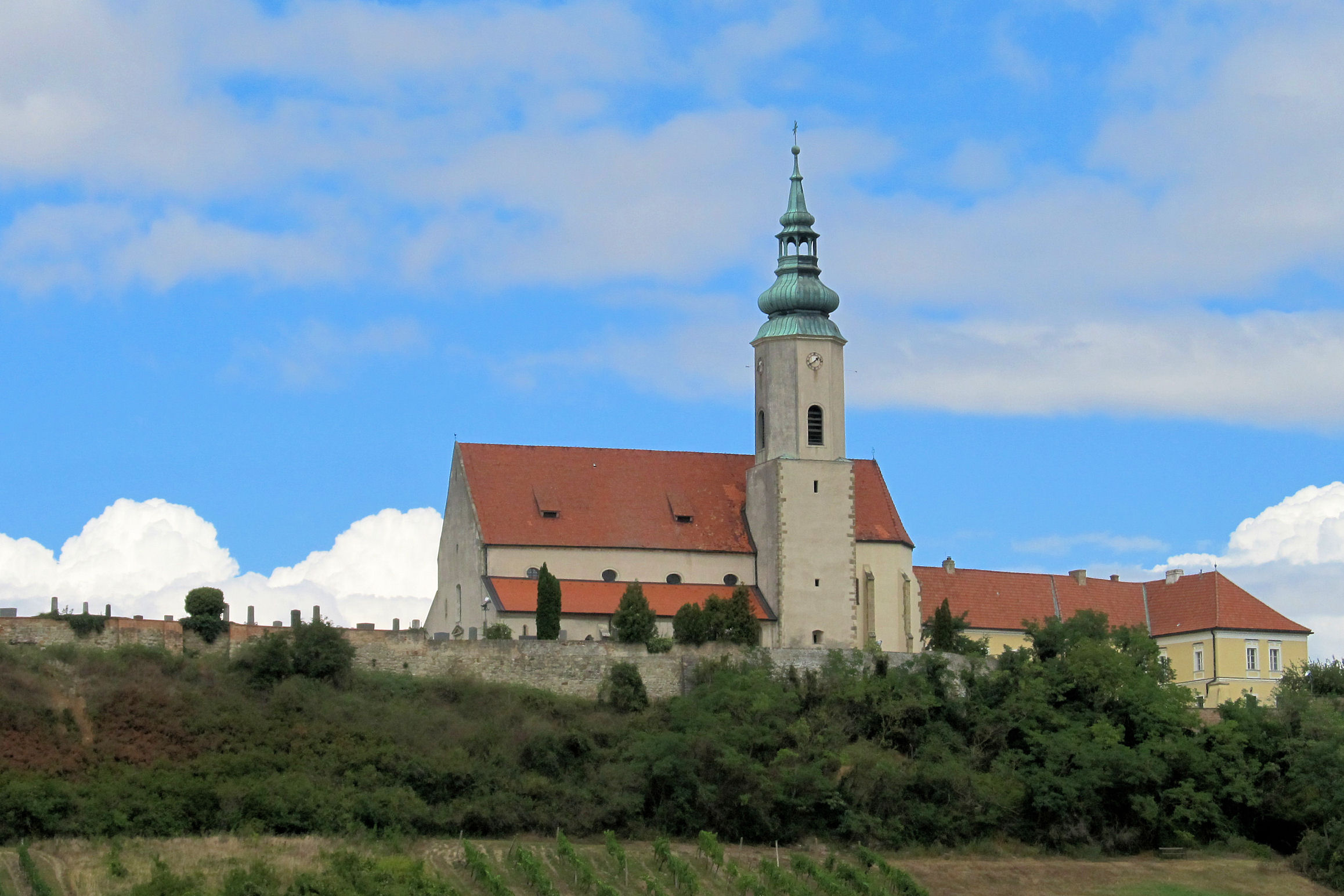
Pfarrkirche Hausleiten

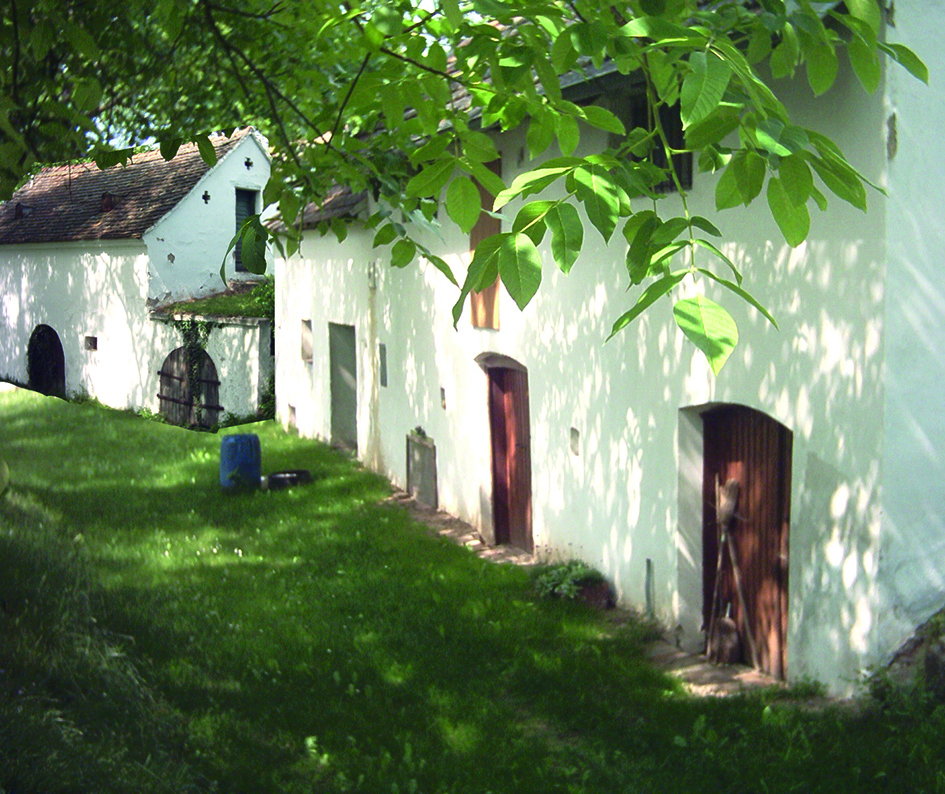
Kellergasse Pettendorf

- Katholische Pfarrkirche Hausleiten hl. Agatha
- Katholische Filialkirche Pettendorf hl. Barbara
- Hausleitner Erlebnisweg

## Wirtschaft und Infrastruktur
Nichtlandwirtschaftliche Arbeitsstätten gab es im Jahr 2001 94, land- und forstwirtschaftliche Betriebe nach der Erhebung 1999 173. Die Zahl der Erwerbstätigen am Wohnort betrug nach der Volkszählung 2001 1430. Die Erwerbsquote lag 2001 bei 48,9 Prozent. Prägend für den Hausleiten ist vor allem die Schottergewinnung, die das südliche Gemeindegebiet nachhaltig veränderte.

### Verkehr

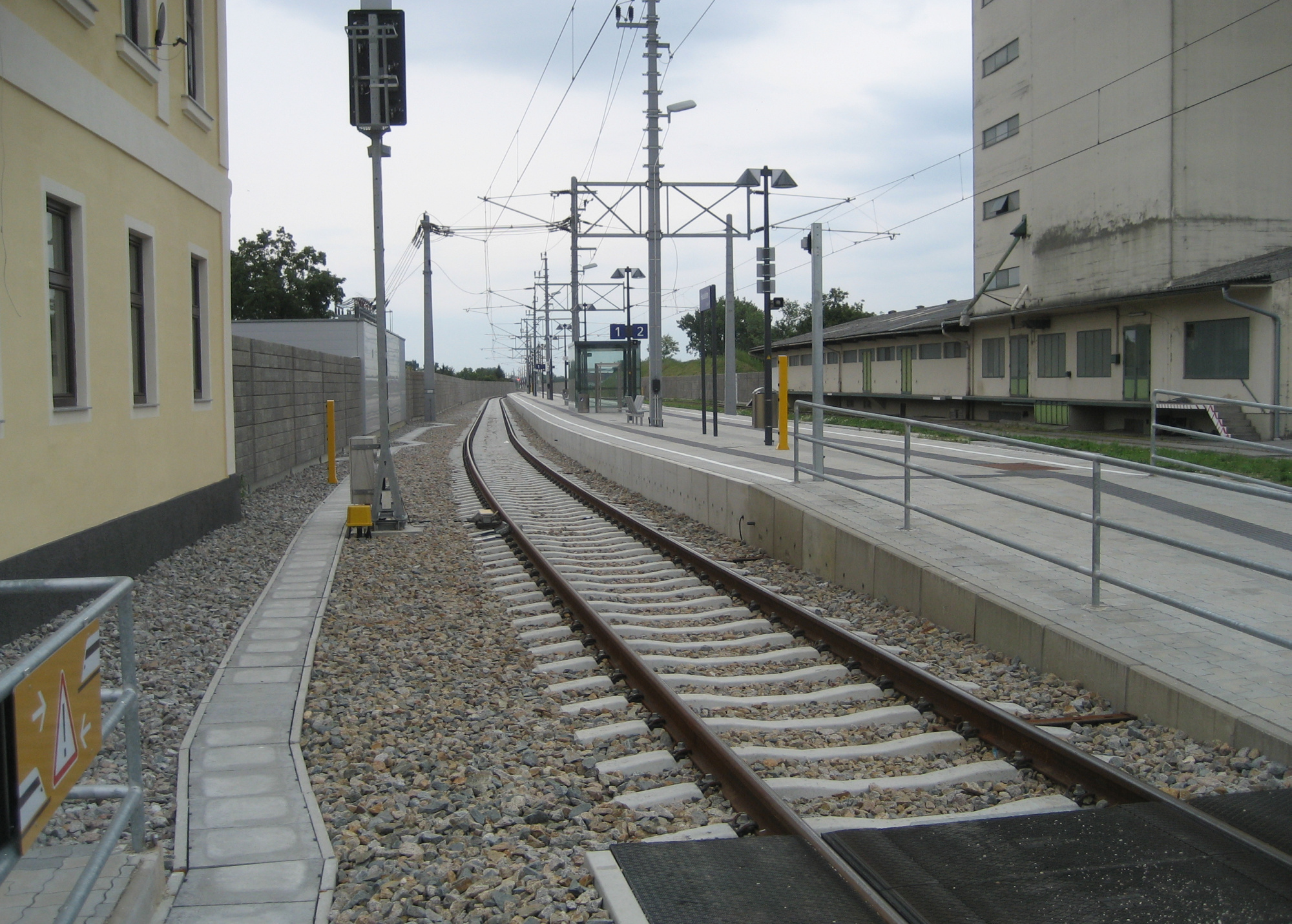
Bahnhof Hausleiten

- Bahn: Hausleiten liegt im Verkehrsverbund Ost-Region (VOR). Der Bahnhof in Hausleiten ist Teil der Nebenbahn Absdorf-Hippersdorf–Stockerau und durch die Linie S4 Teil der Wiener S-Bahn. 2008 wurde der vorher eingleisige Bahnsteig als Mittelbahnsteig neu errichtet und ist barrierefrei erreichbar (durch Überqueren eines Gleises), sowie mit taktilem Blindenleitsystem ausgestattet. Außerdem wurden Lärmschutzwände errichtet.
- Straßen: Hausleiten ist umgeben von Hauptverkehrswegen wie die Stockerauer Schnellstraße (S5), die Horner Straße (B4), die Tullner Straße (B19) und auch die Donauufer Autobahn (A22) ist nicht weit entfernt.
- Radwege: 2011 wurde der Ausbau der Radinfrastruktur beschlossen, mit dem Ziel sämtliche Katastralgemeinden einzubinden und eine Verbindung zu den angrenzenden Orten Tulln, Stockerau und Sierndorf herzustellen.[3]

### Öffentliche Einrichtungen
In der Gemeinde gibt es zwei Kindergärten, eine Volksschule und eine Neue Mittelschule.

## Politik
Der Gemeinderat hat 23 Mitglieder.
- Mit den Gemeinderatswahlen in Niederösterreich 1990 hatte der Gemeinderat folgende Verteilung: 15 ÖVP, 4 SPÖ und 2 FPÖ. (21 Mitglieder)
- Mit den Gemeinderatswahlen in Niederösterreich 1995 hatte der Gemeinderat folgende Verteilung: 14 ÖVP, 4 SPÖ, 2 FPÖ und 1 LIF.[6]
- Mit den Gemeinderatswahlen in Niederösterreich 2000 hatte der Gemeinderat folgende Verteilung: 14 ÖVP, 5 SPÖ und 2 FPÖ.[7]
- Mit den Gemeinderatswahlen in Niederösterreich 2005 hatte der Gemeinderat folgende Verteilung: 14 ÖVP, 5 SPÖ und 2 PBH–Parteiunabhängige Bürgerliste Hausleiten.[8]
- Mit den Gemeinderatswahlen in Niederösterreich 2010 hatte der Gemeinderat folgende Verteilung: 12 ÖVP, 5 PBH–Parteiunabhängige Bürgerliste Hausleiten, 3 SPÖ und 1 FPÖ.[9] (21 Mitglieder)
- Mit den Gemeinderatswahlen in Niederösterreich 2015 hatte der Gemeinderat folgende Verteilung: 14 ÖVP, 5 PBH–Parteiunabhängige Bürgerliste Hausleiten, 3 SPÖ und 1 FPÖ.[10]
- Mit den Gemeinderatswahlen in Niederösterreich 2020 hat der Gemeinderat folgende Verteilung: 15 ÖVP, 5 PBH–Parteiunabhängige Bürgerliste Hausleiten und 3 SPÖ.[11]
- Mit den Gemeinderatswahlen in Niederösterreich 2025 hat der Gemeinderat folgende Verteilung: 16 ÖVP, 3 BGL (Parteiunabhängige Bürgerliste Hausleiten), 2 FPÖ und 2 SPÖ.[12]

### Bürgermeister
- bis 2014: Otto Ruthner (ÖVP)
- 2014 bis Jänner 2023: Josef Anzböck (ÖVP)[13]
- seit Februar 2023: Andreas Neubauer (ÖVP)[14]

## Persönlichkeiten

### Ehrenbürger der Gemeinde
- Bruno Mossler, Gemeindearzt, 1971
- Ludwig Kopriva, Hauptschuldirektor, 1974
- Josef Labschütz, Bürgermeister, 1975
- Karl Keck, Pfarrer, 1983
- Erwin Pröll, Landeshauptmann, 1987
- Fritz Summerer, Bürgermeister, 1988
- Leopold Redl, Bürgermeister, 1999
- Karl Ponweiser, Pfarrer, 2000
- Rudolf Fiedler, Gemeindearzt, 2003
- Karl Perzi, Volksschuldirektor, 2010
- Peter Janousek, ehem. Pfarrer, 2012
- Leopoldine Müller, Direktorin der Neuen Mittelschule, 2017

### Söhne und Töchter der Gemeinde
- Peter Morwitzer (* 3. September 1954), Abteilungsleiter im Amt der NÖ Landesregierung
- Columban Luser (* 9. November 1955, Seitzersdorf-Wolfpassing), Abt des Stiftes Göttweig
- Regina Hilber (* 13. Jänner 1970 in Hausleiten), Autorin
- Doris Schretzmayer (* 31. Mai 1972), Schauspielerin
- Viktor Kienböck (* 18. Jänner 1873, Wien; † 23. November 1956, Wien), Bundesminister für Finanzen, er wuchs teilweise bei seinen Großeltern in Pettendorf bzw. Perzendorf auf und war 1924/25 für die Einführung der Schillingwährung verantwortlich.
- Äbtissin M. Immaculata Maierhofer OCist (* 19. Dezember 1956), Abtei Marienfeld
- Christoph Fritz (* 24. Mai 1994), Kabarettist und Schauspieler